# Michael Holthaus
Michael Holthaus (Wuppertal, 13 luglio 1950) è un ex nuotatore tedesco occidentale.

## Carriera
All'apice della propria carriera vinse la medaglia di bronzo alle Olimpiadi di Città del Messico 1968 dove si collocò sul terzo gradino del podio nella gara dei 400m misti.

## Palmarès
- Giochi olimpici estivi

Città del Messico 1968: bronzo nei 400m misti.